# Espio the Chameleon
Espio the Chameleon (エスピオ・ザ・カメレオン?, Esupio za Kamereon) è un personaggio immaginario principale della serie videoludica Sonic the Hedgehog prodotta da SEGA e sviluppata dallo studio nipponico Sonic Team.
È un camaleonte antropomorfo, specializzato nelle arti ninja e caratterizzato da una notevole intelligenza. Fa parte dell'agenzia investigativa Chaotix, per la quale lavora assieme a Vector the Crocodile e Charmy Bee, qui risolvono diversi tipi di casi che gli vengono affidati.

## Descrizione

### Creazione e sviluppo
Espio fu originariamente creato dal mangaka Takumi Miyake. Il frequente cambio di colore della sua pelle in Knuckles' Chaotix serviva per mostrare le capacità tecniche della Sega 32X, espansione della console Sega Mega Drive.
Dopo il suo debutto e la sua apparizione in Sonic the Fighters, Espio, così come gli altri due membri dei Chaotix, Vector e Charmy, non apparvero più fino all'uscita di Sonic Heroes nel 2003. Secondo Takashi Iizuka, Sonic Team ha reintrodotto i tre personaggi nella serie dato che non li avevano mai utilizzati prima della pubblicazione di Knuckles' Chaotix, titolo non sviluppato dallo studio giapponese ma bensì da SEGA. Iizuka confermò inoltre che il trio non è il medesimo visto nella versione originale, sostenendo di aver creato dei nuovi personaggi utilizzando il design di quelli presenti in Knuckles' Chaotix.

### Aspetto
Espio è un camaleonte viola antropomorfo con un corno giallo, i suoi occhi sono color oro, ha tre creste nere lungo la schiena e una coda arrotolata. Porta delle scarpe viola scuro con delle strisce nere, un paio di guanti bianchi con dei rilievi in porpora e ha delle fasce borchiate intorno alle caviglie.

### Poteri e abilità

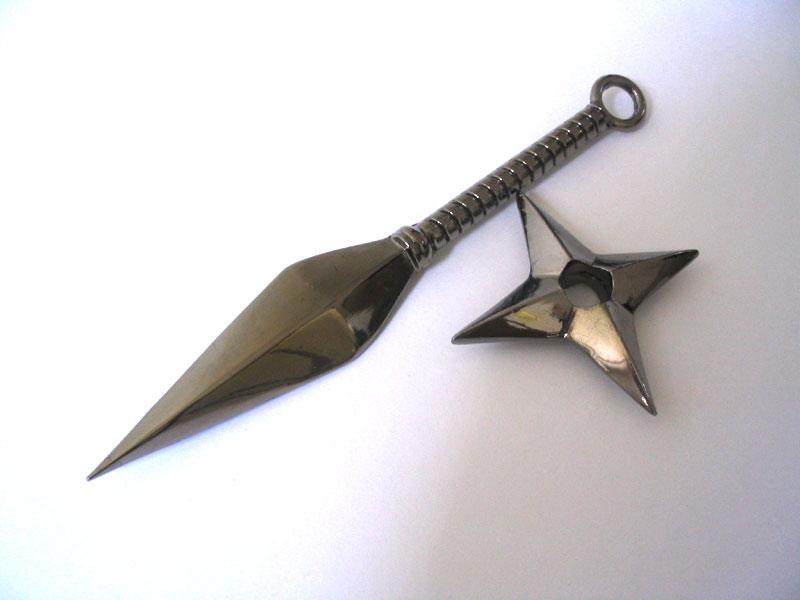
Un kunai e uno shuriken, entrambe armi utilizzate dal personaggio

Dato che ha praticato un allenamento intensivo ninja, Espio è un maestro di ninjutsu, una forma di arti marziali che prevede l'utilizzo dello stealth e dell'inganno contro i propri avversari. Allo stesso modo è anche molto forte nel combattimento corpo a corpo poiché è riuscito a battersi contro Rouge the Bat, che ha ricevuto una preparazione simile, e può scontrarsi alla pari con Knuckles the Echidna.
Essendo un personaggio di tipo Speed, è in grado di correre ad alta velocità; in Sonic Rivals 2 riesce a raggiungere quella di Sonic e Shadow e la sua rapidità è abbastanza efficace da permettergli di apparire in punti diversi quasi istantaneamente. Pur non essendo forte quanto Knuckles, Espio vanta comunque di una notevole forza fisica che libera tramite un karate tagliente che gli consente di distruggere gli ostacoli e piccoli robot. Da' prova di grandi abilità acrobatiche eseguendo salti complessi a mezz'aria e mantenendo un perfetto equilibrio salendo sulle rotaie. Ha anche una grande resistenza dato che è in grado di contrastare indefinitamente gli Homing Attack di Sonic e continuare a combattere.
Come camaleonte sfrutta il camuffamento furtivo per cambiare il colore della sua pelle per adattarsi all'ambiente circostante. Questa tecnica è talmente efficiente che è completamente invisibile ad occhio nudo ed è così in grado di passare inosservato. Ha anche un acuto senso di consapevolezza di ciò che lo circonda sia sul piano fisico che quello spirituale, riuscendo ad individuare il Team Dark nonostante fosse fuori dal suo campo visivo in Sonic Heroes e percepire la presenza di Sonic a bordo del Death Egg e dell'anima del Time Eater in Sonic Generations.
È in grado di arrampicarsi su qualsiasi superficie e percorrerla per un periodo di tempo praticamente illimitato. In Sonic the Fighters utilizza la lingua prensile che sfrutta per colpire i nemici a corto raggio e dimostra di essere in grado di assorbire l'energia degli Smeraldi del Caos.
Molto spesso usufruisce di un armamentario ninja, di cui predilige i kunai, che legati ad una corda sfrutta anche come rampini, e le stelle shuriken, che può lanciare contro i nemici anche a lunga distanza e in rapida successione. In Shadow the Hedgehog dimostra di essere pratico nell'hacking di computer, anche se lui stesso afferma che quella non è la sua specialità.

### Personalità
Espio è un detective scrupoloso, serio, pratico, intelligente e saggio. Ha una disciplina militare anche se rimane la maggior parte del tempo in silenzio e si rivela disinvolto. In alcune occasioni appare impulsivo, testardo, supponente e ossessionato da sé stesso. Nonostante ciò ha un perfetto autocontrollo e riesce sempre uscire indenne dai pericoli grazie alle sue riflessioni e alle abilità ninja che gli consentono di affrontare i problemi senza difficoltà.
Il camaleonte ama la libertà più di qualsiasi altra cosa e il suo comportamento riservato nasconde un bruciante senso della giustizia che gli impedisce di far sì che il male faccia il suo corso. Proprio per questo, Espio si mostra estremamente spietato nei confronti dei malvagi, come viene visto in Sonic Heroes e in Shadow the Hedgehog dove minaccia la vita dello scienziato pazzo Eggman.
Ha una mente acuta, analitica ed è un grande esperto nelle indagini e nella raccolta di informazioni. Pur avendo esperienza nel risolvere i misteri e i casi che gli vengono assegnati non eccelle quanto Vector.
Nelle versioni giapponesi dei giochi utilizza dei pronomi personali: "ware" ("noi") riferito a sé stesso mentre il più arcaico "onushi" ("tu") per gli altri.

### Doppiaggio

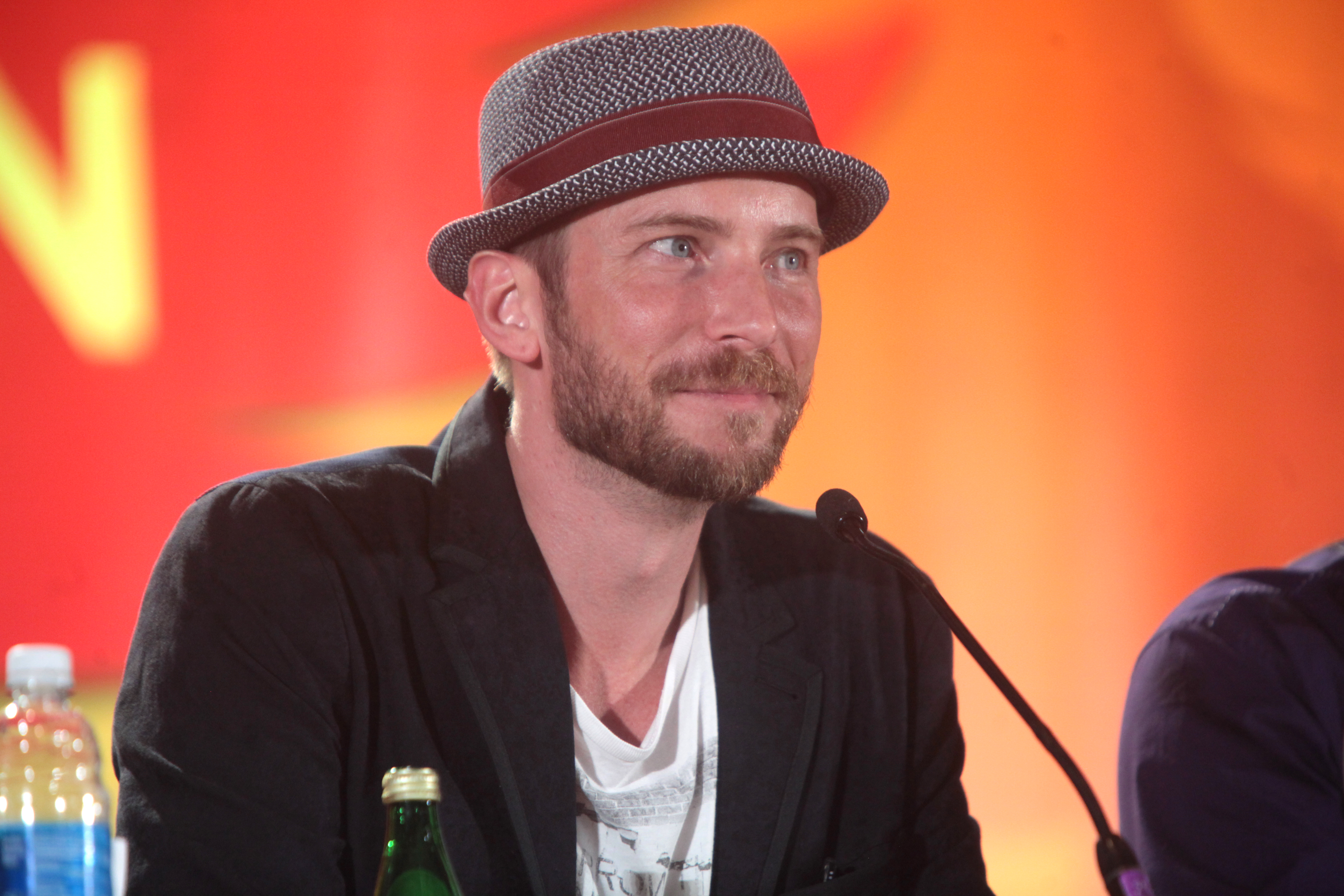
Troy Baker nel 2016

Espio è doppiato in giapponese dal seiyū Yūki Masuda a partire da Sonic Heroes, che ha doppiato il personaggio anche nell'anime Sonic X e che tuttora ricopre il ruolo. Nelle versioni americane dei videogiochi a prestargli la voce si sono susseguiti Bill Corkery in Sonic Heroes, David Wills in Shadow the Hedgehog, Mario & Sonic ai Giochi Olimpici, Sonic Rivals 2 e in Sonic X, Troy Baker da Sonic Colours a Mario & Sonic ai Giochi Olimpici di Londra 2012 mentre Matthew Mercer lo doppia da Mario & Sonic ai Giochi Olimpici di Rio 2016.
Espio è doppiato in italiano da Silvio Pandolfi a partire da Sonic Generations mentre in Sonic X da Christian Iansante.

## Biografia

### Videogiochi
Espio, chiamato nell'edizione italiana Il camaleonte Espio, compie la sua prima apparizione nel titolo Knuckles' Chaotix. Nella storia del gioco, il camaleonte sta visitando un parco divertimenti su un'isola chiamata Carneval Island quando all'improvviso il Dr. Eggman inizia ad attaccarla e cattura gli amici di Espio. Quest'ultimo riesce a sfuggire a Metal Sonic, servitore robotico dello scienziato, che tenta di catturarlo, ma fa il suo arrivo Knuckles che lo porta in salvo e con lui inizia la missione di salvare gli altri dalla perfida minaccia. Dopo gli eventi iniziali, il camaleonte diventa sia un personaggio giocante che selezionabile attraverso il Combi Catcher, un macchinario che permette al giocatore di scegliere il partner prima di recarsi in un livello. In questo gioco Espio è in grado di camminare sui muri ed eseguire un attacco chiamato Whirl anziché del più comune Spin Attack.
In Sonic the Fighters torna ad essere giocabile ed affrontabile come quarto sfidante nella modalità giocatore singolo. Qui è un combattente di media potenza e le sue abilità speciali prevedono l'utilizzo dell'attacco Whirl e della sua lingua.
In Sonic Heroes torna come personaggio di tipo Speed e membro del Team Chaotix, formato assieme ai suoi due amici e colleghi di lavoro Vector e Charmy. Il trio ha aperto un'agenzia investigativa e viene contattato da un misterioso cliente che fa recapitare in ufficio un pacchetto contenente un walkie-talkie, da cui si sente la voce di quest'ultimo che li ingaggia per una missione in cambio di una grande somma di denaro. Espio si rivela molto scettico nei confronti della voce ma Vector gli ricorda che la loro politica prevede di non tirarsi mai indietro quando viene promesso che un lavoro verrà pagato. Durante il viaggio affronteranno e sconfiggeranno più volte il Dr. Eggman senza mai però riuscire a catturarlo e parteciperanno anche a due scontri in momenti distinti contro il Team Dark e il Team Rose. Arrivati a Final Fortress distruggono Egg Emperor, un gigantesco robot armato di lancia e scudo, controllato dallo scienziato, dopodiché si recano a salvare il cliente imprigionato in una stanza della nave da guerra dove scoprono che in realtà questi non era altri che il vero Dr. Eggman, che gli spiega che Metal Sonic lo ha catturato e che ha messo in atto un terribile piano per la conquista del mondo. Nell'ultima storia il trio cerca di indebolire Neo Metal Sonic trasformato in Metal Madness, fornendo così il tempo necessario al Team Sonic di trasformarsi e sconfiggerlo. Tornata la pace, Eggman tenta di fuggire ma i Chaotix cominciano a dargli la caccia per ottenere la ricompensa promessa in precedenza.
In Shadow the Hedgehog appare esclusivamente nella missione Hero del livello Mad Matrix e contro un boss dove potrà essere controllato dal secondo giocatore ma solo nelle versioni per GameCube e PlayStation 2. Nella storia finale i Chaotix si trovano sulla colonia spaziale ARK per recuperare dei dati presenti all'interno di un computer, Espio inizia un processo di hacking e Vector gli mette fretta, poco dopo Charmy spazientito dà un calcio al macchinario, attivando accidentalmente un vecchio video in cui appare Gerald Robotnik, quest'ultimo viene reso visibile ovunque, giungendo fino a Black Comet dove si trova Shadow. Terminata la visione del filmato, il porcospino nero recupera le forze e si trasforma in Super Shadow per sconfiggere definitivamente Black Doom.
In Sonic Rivals 2 è il partner di Silver, con cui si allea in quanto entrambi devono investigare su un caso riguardante alcuni Chao scomparsi misteriosamente nel nulla. Nonostante i due non andassero d'accordo all'inizio, finiranno per mettere da parte le loro rispettive differenze per collaborare finendo poi per diventare migliori amici.
Nella versione per Nintendo DS di Sonic Colours si reca con il resto dei Chaotix al parco divertimenti di Eggman per un nuovo incarico legato all'investigazione del luogo. Nell'edizione per console di Sonic Generations partecipa all'organizzazione della festa di compleanno a sorpresa di Sonic dove tuttavia viene risucchiato dal Time Eater in una falla spazio temporale ma viene in seguito salvato dal riccio blu a Seaside Hill. Nel livello Center of Time fa la sua apparizione assieme a Vector e Charmy per incoraggiare i due Sonic a sconfiggere il nemico; sconfitto quest'ultimo tornerà a festeggiare la pace ritrovata.
In Sonic Forces Espio entra a far parte della resistenza contro Eggman assieme al resto della sua squadra. Aiuta Sonic comunicando con lui durante i livelli del gioco.
Espio ricompare brevemente in cameo nel videogioco spin-off Shadow Generations.

#### Altre apparizioni
Altre apparizioni secondarie del personaggio avvengono in Sonic Rivals in due carte collezionabili, in Mario & Sonic ai Giochi Olimpici, Mario & Sonic ai Giochi Olimpici Invernali, Mario & Sonic ai Giochi Olimpici di Londra 2012 e Mario & Sonic ai Giochi Olimpici Invernali di Sochi 2014 come arbitro di alcune competizioni, in Super Smash Bros. Brawl come adesivo collezionabile, in Sonic Dash, Sonic Runners, SEGA Heroes e Sonic Racing: CrossWorlds come giocabile, in Mario & Sonic ai Giochi Olimpici di Rio 2016 e Mario & Sonic ai Giochi Olimpici di Tokyo 2020 come rivale e personaggio sbloccabile.
In LEGO Dimensions non è presente ma nei file del gioco compare il modello LEGO del suo corpo assieme a quello di Charmy e la coda di Vector, tuttavia i tre sono stati scartati nella versione finale del gioco.

### Versioni alternative

#### Fumetti
Nella serie a fumetti Sonic the Hedgehog edita da Archie Comics, similmente a Knuckles' Chaotix Espio è di carattere impulsivo, ciò porta l'amico Charmy a ricordargli di non commettere sciocchezze. In seguito alla Super Genesis Wave, un cambiamento spazio temporale avvenuto nell'universo di Sonic, Espio è identico alla sua controparte presente nei videogiochi. In Sonic the Comic, Espio è un membro della squadra Chaotix ed è nativo di Special Zone. È amico e rivale di Mighty e ha un carattere impulsivo. I due spesso discutono su chi possa essere il migliore su qualsiasi campo, fino ad arrivare a chiedere ad un nemico sconfitto precedentemente chi dei due lo ha picchiato più forte. In questa serie a fumetti, il personaggio è in grado di rendersi invisibile, nonostante faccia raramente uso di questa abilità.
Nella serie spin-off Sonic the Hedgehog edita da IDW Publishing, Espio è identico alla sua controparte dei videogiochi ed è un membro dei Chaotix dove è un ninja dal carattere freddo. Nel corso della storia aiuta Sonic a rintracciare il Dr. Eggman ma scoprirà che quest'ultimo ha perso la memoria dimenticandosi della sua vera identità e del suo passato.

#### Animazione
Espio compare assieme al Team Chaotix nell'anime Sonic X. Con Vector e Charmy, Espio svolge un ruolo minore nella seconda serie, dove compare solamente nell'episodio 39, dove i Chaotix vengono assunti dalla madre di Cream, Vanilla, per cercare la figlia. I tre svolgono un ruolo più importante nella terza serie, dove compaiono per la prima volta per portare dei rifornimenti a Chris da parte dei suoi genitori. La seconda volta in cui Espio compare, partecipa al piano di Vector e Charmy per aiutare Tails e Cosmo ad innamorarsi l'uno dell'altra. Dopo questi avvenimenti, Espio compare assieme al resto della sua squadra per aiutare il gruppo di Sonic nella battaglia contro i malvagi Metarex.

## Accoglienza
In una recensione retrospettiva di Knuckles' Chaotix, IGN parlò del Team Chaotix in generale, facendo notare che il gruppo fu introdotto prima che i fan della serie si stancassero dell'ampio cast di personaggi ricorrenti, e perciò li elogiò per la profondità che avevano fornito al gameplay, definendoli "uno spasso". In modo simile, le riviste Electronic Gaming Monthly e Sega Magazine parlarono in modo favorevole dei personaggi; EGM scrisse che il gruppo, ed il legame di meccaniche elastiche, avessero aggiunto "sapore" allo stile di gioco, mentre Sega Magazine notò la loro ampia varietà di abilità, individuando Knuckles come il migliore. Nel 2015 Game Informer affermò che i Chaotix erano i migliori personaggi del franchise e trovarono particolarmente Espio e Mighty come sottoutilizzati.
Altri critici si dimostrarono meno entusiasti nei confronti dei Chaotix. Mean Machines Sega non ne parlò in maniera positiva, elogiò Knuckles ed Espio ma criticò i restanti membri, trovando Mighty una copia di Sonic e quindi noioso, Vector "irritante" e Charmy rendeva il gioco fin troppo facile. Xbox World fu molto critica nei loro confronti, chiamandoli Knuckles' Chaotix, ed il 32X "spazzatura" e un "disastro". Jim Sterling trovò che ai Chaotix mancavano delle qualità redentrici, chiamando Vector "Idiot the Crocodile" (lett. "Idiota il coccodrillo"), Espio "Generic Brooder the Chameleon" (lett. "Rimuginatore generico il camaleonte") mentre Charmy venne considerato come ridicolo, reputandolo fastidioso anche per via della sua voce acuta. GamesRadar considerò l'introduzione dei Chaotix come un punto di declino del franchise di Sonic, incolpando la loro introduzione di aver "diluito l'universo di Sonic introducendo tonnellate di personaggi di merda", definendo Knuckles' Chaotix come "un gioco perfettamente perfetto per sempre contaminato dalla precedente impostazione schiacciante del franchise". Lorenzo Fazio di Eurogamer lo reputò come uno dei personaggi più improbabili della serie. Shane Bettenhausen di Electronic Gaming Monthly reputò il trio come un gruppo di personaggi senza talento e fastidiosi. Un recensore di GameSource trovò tutti i personaggi presenti in Sonic Rivals 2, tra cui Espio, come ben caratterizzati e validissimi in ogni aspetto.
Gan Plant di Nintendo Life affermò che "uno dei successi chiave" di Sonic X era stata l'incorporazione di numerosi personaggi dei giochi, inclusi quelli meno usati come i Chaotix, i quali vantavano di una ritrovata vitalità nelle scene comiche.